# Riu-sec (Erau)
Riu-sec (en francès Rieussec) és un municipi occità del Llenguadoc, situat al departament de l'Erau i a la regió d'Occitània.